# Elihu
Elihu från Bus är enligt Gamla testamentet en av Jobs vänner. Han håller ett tal (Job 32–37).